# Otto Schmidt-Hofer

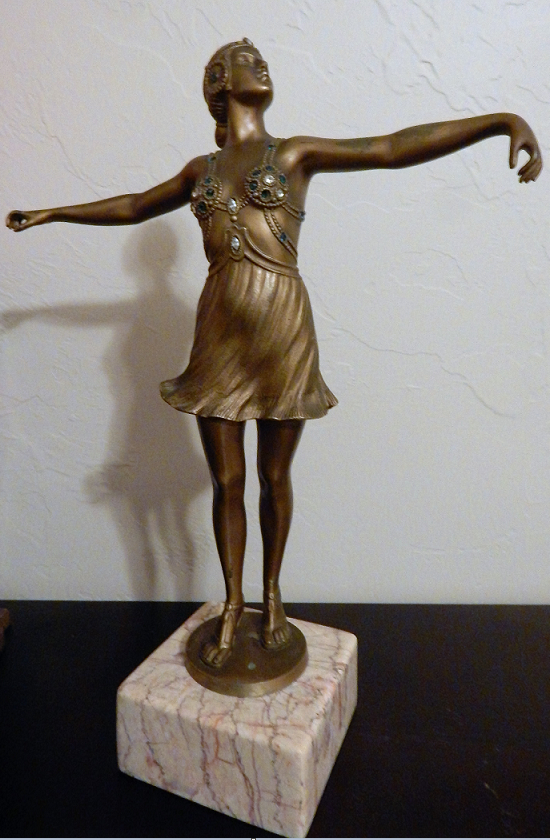
Statuette von Otto Schmidt-Hofer um 1920

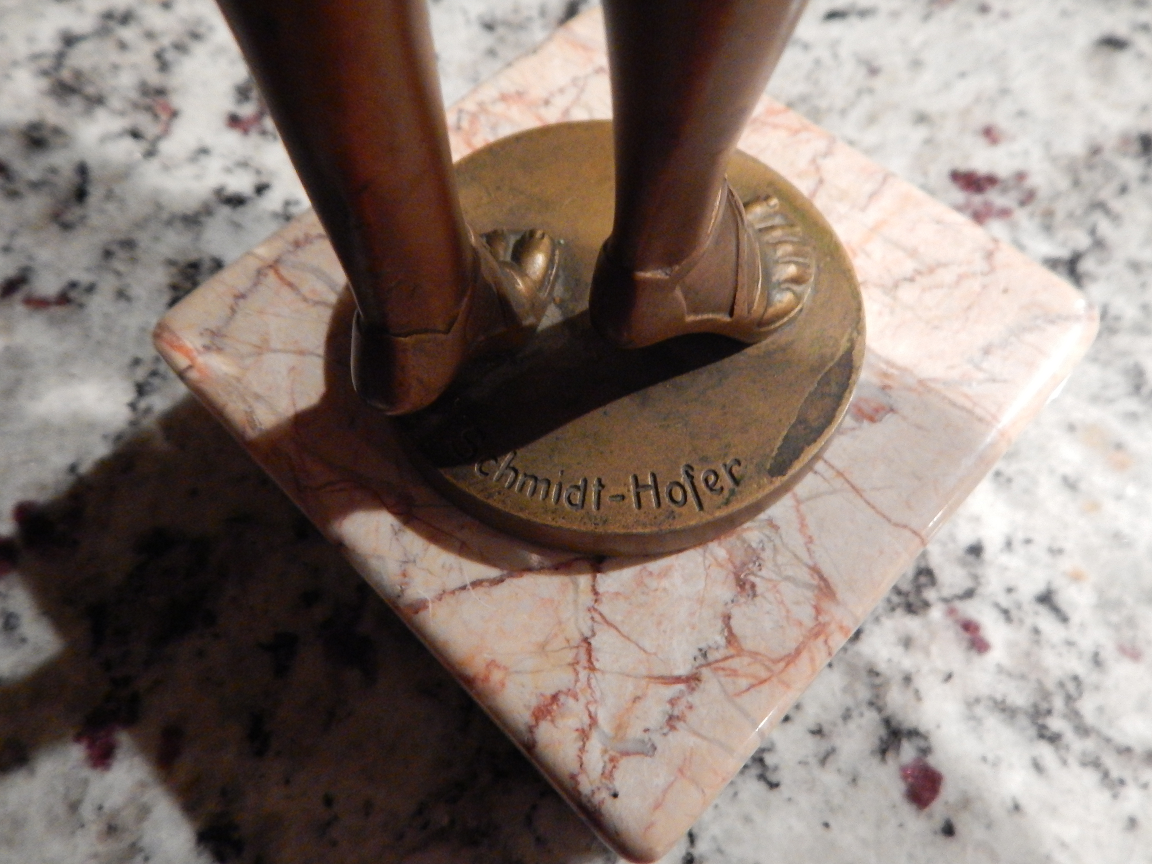
Signatur von Otto Schmidt-Hofer

Otto Schmidt-Hofer (* 1873 in Berlin; † 1925 ebenda) war ein deutscher Bildhauer.

## Leben
Schmidt-Hofer studierte in Berlin an der Königlichen Akademie der Künste und an der Unterrichtsanstalt des Kunstgewerbemuseums Berlin. Der eng mit dem Hof von Hohenzollern verbundene Künstler war Mitglied im Reichswirtschaftsverband bildender Künstler. Bis 1914 lebte er in Paris und nach dem Ersten Weltkrieg lebte er in ärmlichen Verhältnissen in Berlin, wo er 1925 starb.
Seine zahlreichen Bronze-Statuetten von Helden, Tänzern, Sportlern und Kriegern erlangten bereits vor dem Ersten Weltkrieg Bekanntheit und er stellte seine Skulpturen in fast allen namhaften europäischen Galerien aus.
Von 1893 an bis zum Beginn des Ersten Weltkrieges schuf er in erster Linie Kunstwerke im Stil des Neoklassizismus sowie im Jugendstil und von 1915 bis zu seinem Tod im Stil des Art déco. Zu seinen Arbeiten gehört eine Büste Adolf Hitlers.
Schmidt-Hofer war einer der produktivsten Schöpfer von Bronzeskulpturen im Deutschen Reich und zählt zu den führenden Bildhauern seiner Zeit in Deutschland.